# 1205 هـ
1205 هـ هي سنة في التقويم الهجري امتدت مقابلةً في التقويم الميلادي بين سنتي 1790 و1791.

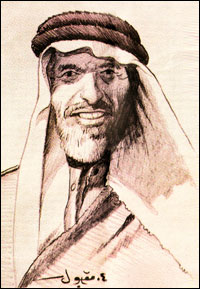
محمد بن لعبون

## مواليد
- مولد الشيخ محمد بن مقرن
- حسن بن دلدار علي الهندي
- حسن بن عمر الشطي
- حيدر الحسني الكاظمي
- محمد بن لعبون
- محمد بن مقرن بن سند
- محمد بن هادي بن قرملة

## وفيات
- حصان إبليس
- المرتضى الزبيدي.